# دينيس روسو (لاعب كرة قدم)
دينيس روسو (بالرومانية: Denis Rusu)‏ هو لاعب كرة قدم روماني في مركز الوسط، ولد في 21 مارس 2001 في Avram Iancu, Bihor ‏ في رومانيا. لعب مع سي إف آر كلوج ويو تي أي أراد.

## وصلات خارجية
- دينيس روسو (لاعب كرة قدم) على موقع قاعدة بيانات كرة القدم.إي يو (الإنجليزية)
- دينيس روسو (لاعب كرة قدم) على موقع Soccerway.com (الإنجليزية)